# Oodontophlogistus rubriventris
Oodontophlogistus rubriventris is een keversoort uit de familie mierkevers (Cleridae). De wetenschappelijke naam van de soort is voor het eerst geldig gepubliceerd in 1923 door Elston.